# عمر أرويو
عمر أرويو (بالإسبانية: Omar Arroyo)‏ (22 نوفمبر 1956 في كوستاريكا - ) هو مدرب كرة قدم ولاعب كرة قدم كوستاريكي في مركز الهجوم، شارك في الألعاب الأولمبية الصيفية 1980. وشارك مع منتخب كوستاريكا لكرة القدم. أما مع النوادي، فقد لعب مع نادي ألاجولينسي ونادي رامونينسي ونادي سان كارلوس.

## وصلات خارجية
- عمر أرويو على موقع الاتحاد الدولي (مؤرشف)  (الإنجليزية)
- عمر أرويو على موقع ناشيونال فوتبول تيمز (الإنجليزية)
- عمر أرويو على موقع عالم كرة القدم.نت (الإنجليزية)
- عمر أرويو على موقع اللجنة الأولمبية الدولية (الإنجليزية)
- عمر أرويو على موقع أوليمبيديا (الإنجليزية)